# Scott Dickens
Andrew Scott Dickens (Burlington, 4 de agosto de 1984) es un deportista canadiense que compitió en natación.
Ganó una medalla de bronce en el Campeonato Pan-Pacífico de Natación de 2010, en la prueba de 50 m braza. Participó en dos Juegos Olímpicos de Verano, en los años 2004 y 2012, ocupando el octavo lugar en Londres 2012, en la prueba de 4 × 100 m estilos.

## Palmarés internacional
| Campeonato Pan-Pacífico | Campeonato Pan-Pacífico | Campeonato Pan-Pacífico | Campeonato Pan-Pacífico |
| Año                     | Lugar                   | Medalla                 | Prueba                  |
| ----------------------- | ----------------------- | ----------------------- | ----------------------- |
| 2010                    | Irvine (Estados Unidos) | Medalla de bronce       | 50 m braza              |